# Alabaster
Alabaster (яп. アラバスター, Arabastā) — серія манґи, написана та проілюстрована Осаму Тедзукою, яка публікувалася в журналі Weekly Shōnen Champion видавництва Akita Shoten з грудня 1970 по червень 1971 року.

## Сюжет
Джеймс Блок — колишня спортивна зірка, чиї злочинні дії привели його до в'язниці. У в'язниці він знайомиться з «Доктором Ф», дивним старим, який розповідає Джеймсу про промінь, що може робити живі істоти невидимими. Після втечі з в'язниці Джеймс знаходить і застосовує лазер на собі, але оскільки промінь ще не був досконалий, він лише зробив його шкіру невидимою, залишивши нутрощі видимими назовні. Розлючений своїм каліцтвом, Джеймс бере собі ім'я «Алебастр» і починає знищувати лицемірів та хвальків. До нього приєднується Амі Одзава, онука «Доктора Ф», яка стала невидимою після того, як лікар використав його вагітну доньку як піддослідну для «Променя Ф». На їхній слід виходить Рок, жорстокий агент ФБР.

## Персонажі
Алебастр
Джеймс Блок, суперзірковий афроамериканський спортсмен, який народився та виріс у Вісконсині. Він виграв шість золотих медалей на Олімпійських іграх 1972 року в Мюнхені та п'ять національних чемпіонських титулів. Всі хотіли з ним познайомитися. Потім він закохався в телезірку на ім'я Сьюзен Росс. Вони зустрічалися рік, і коли він поставив питання про шлюб, вона сказала, що зустрічається з ним тільки тому, що він олімпійська зірка, і висміювала його зовнішність. Він намагався вбити її, але їй вдалося втекти. У суді вона заперечувала, що коли-небудь була з ним у стосунках, і в підсумку його визнали винним і засудили до п'яти років ув'язнення.
У в'язниці він зустрів Доктора Ф. Він розповів Джеймсу про променеву рушницю, яка робить людей невидимими. Після звільнення він зайшов до будинку Доктора Ф. і використав променеву рушницю. Вона зробила невидимою лише його шкіру, але його нутрощі стали видимими. Якщо він спробує стати повністю невидимим, то миттєво помре. Разом зі зміною з'явилося і нове ім'я, тепер його звуть Алебастр. У в'язниці він також навчився кидати в людей дрібні камінці та арахіс.
Він убив Сьюзан Росс із променевої зброї, а разом із трьома втікачами, Геном і Амі, викрав коштовності та гроші у багатіїв і вбив їх. Попутно він найняв більше злочинців.
Один з трьох перших в'язнів використав уміння Алебастри кидати арахіс, змусивши його кинути променеву рушницю, і промінь вбиває його.
Сьюзан Росс
Телезірка, яка колись зустрічалася з Джеймсом Блоком. Коли він потрапив до в'язниці, вона втратила славу та багатство. Після звільнення з в'язниці він шукав її. Він використав променевий пістолет, який йому подарував Доктор Ф., і вбив її.
Доктор Ф.
Дідусь Амі або батько її біологічної матері, який випробовував свій променевий пістолет на неї. Під час випробування він не знав, що вона була вагітна. Вона стала понівеченою, але народила Амі. Спочатку Амі була нормальною, але через деякий час вона стала більш невидимою. Коли біологічна мати Амі померла, вона хотіла, щоб доктор Ф. використав променеву гармату, щоб зробити її мертве тіло повністю невидимим і добре виховати її доньку Амі. Востаннє його бачили у в'язниці, після того, як прокурор Одзава визнав його винним.
Амі Одзава
Успішна піддослідна Доктора Ф. Вона є прийомною донькою прокурора Одзави та біологічною онукою Доктора Ф. Без макіяжу вона абсолютно непомітна, за винятком її очей. Вона закохалася в Гена.
Навіть незважаючи на переконання Алебастра про фальшивий образ краси, вона не вбивала людей з променевої рушниці. Але після того, як Рок зґвалтував її, вона розуміє ідеологію Алебастра і починає вбивати людей. З часом вона стає все більш і більш безжальною. У самому кінці, коли вона з братом тікає з фабрики Блока, вона вбиває себе.
Каніхей Одзава
Старший брат Амі, не пов'язаний кровною спорідненістю. Пізніше він став газетним фотографом. Він бачив останні хвилини життя Амі перед тим, як вона вчинила самогубство.
Прокурор Одзава
Прийомна мати Амі, яка усиновила її, коли Доктора Ф. засудили до в'язниці. Вона приховувала правду від Амі та Каніхея, але оскільки Каніхей був достатньо дорослим, він одразу дізнався правду.
Ген
Хлопчик-злочинець, який скористався невидимістю Амі, щоб вкрасти бланк відповідей та коштовності. Мати Амі визнала його винним і посадила до в'язниці. За допомогою Алебастра та Амі він і троє інших ув'язнених втекли. Він любить Амі і зневажає Алебастра. Заради Амі він був готовий зрадити Алебастра і перейти на бік поліції. Він гине від пострілу Рока.
Рок
Агент ФБР, який любить тільки себе та греків, нащадків богів гори Олімп. Він відповідає за пошук і захоплення Алебастри. Він ненавидить усе потворне і вважає, що всі інші раси та національності є огидними. Рок використовує хитрощі та обман, щоб наблизитися до Алебастра та його організації, і вчиняє жорстокі вчинки, щоб просунутися у своєму розслідуванні.